# Carolina (film, 1934)
Pour les articles homonymes, voir Carolina.

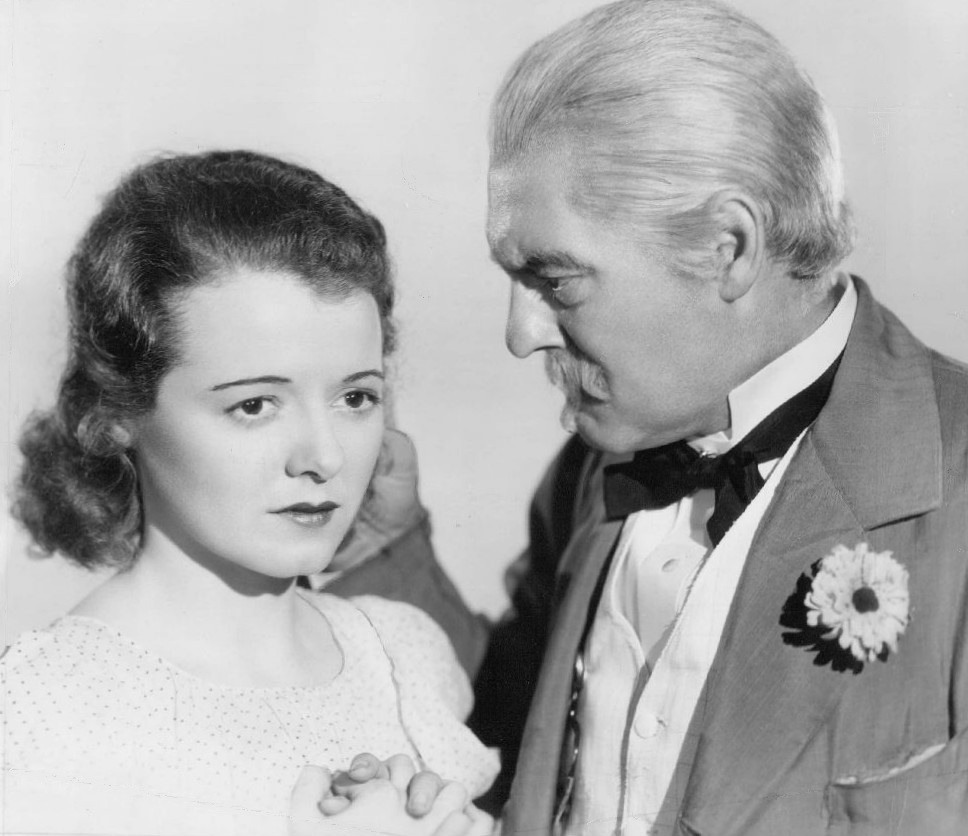
Photo de Janet Gaynor et Lionel Barrymore du film dramatique américain Carolina (1934)

Carolina est un film américain réalisé par Henry King, sorti en 1934.

## Synopsis
Pendant la Reconstruction, la famille Connelly est revienne de manière romantique à leur ancienne gloire lorsque Will Connelly épouse une fille de la ferme yankee, Joanna Tate, malgré les objections de son père capricieux Bob Connelly.

## Fiche technique
- Titre original : Carolina
- Réalisation : Henry King
- Scénario : Reginald Berkeley (en), d'après la pièce The House of Connelly de Paul Green (en)
- Direction artistique : Jack Otterson
- Costumes : Rita Kaufman
- Photographie : Hal Mohr
- Son : Joseph Aiken
- Montage : Robert Bassler
- Production : Winfield Sheehan
- Société de production : Fox Film Corporation
- Société de distribution : Fox Film Corporation
- Pays d'origine :  États-Unis
- Langue : anglais
- Format : Noir et blanc - 35 mm - 1,37:1 -  Son Mono (Western Electric Noiseless Recording)
- Genre : Comédie romantique
- Durée : 82 minutes
- Date de sortie : États-Unis, 2 février 1934

## Distribution
- Janet Gaynor : Joanna Tate
- Lionel Barrymore : Bob Connelly
- Robert Young : Will Connelly
- Henrietta Crosman : Ellen Connelly
- Richard Cromwell : Allen
- Mona Barrie : Virginia Buchanan
- Stepin Fetchit : Scipio
- Russell Simpson : Richards
- Roy Watson : Jefferson Davis
- André Cheron : Général Beauregard
- John Elliott : Général Robert E. Lee
- John Webb Dillion : Général 'Stonewall' Jackson
- J. C. Fowler : Général Leonidas Polk
- Ronnie Cosbey : Harry Tate
- Jackie Cosbey : Jackie Tate
- Almeda Fowler : Geraldine Connelly
- Alden Chase : Jack Hampton
- Gertrude Howard : une servante
- Clinton Rosemond : un chanteur